# Pseudarmadillo buscki
Pseudarmadillo buscki là một loài chân đều trong họ Delatorreidae. Loài này được Boone miêu tả khoa học năm 1934.